# A meno che
A meno che (Unless) è l'ultimo romanzo di Carol Shields pubblicato nel 2002.
Il romanzo è stato finalista al Booker Prize del 2002 e all'Orange Prize del 2003.
Il romanzo è narrato in prima persona dalla scrittrice e traduttrice quarantenne Reta Winters. Il libro si svolge come una serie lineare di riflessioni di Reta che arrivano al centro tematico della storia: la decisione apparentemente arbitraria della figlia Norah di abbandonare l'università e di vivere in strada con un cartello di cartone sul petto con la scritta "bontà".
Il romanzo tratta ampiamente del ruolo delle donne e, in particolare, della letteratura femminile.
Un omonimo adattamento cinematografico è stato realizzato nel 2016 diretto da Alan Gilsenan.

## Edizioni
- Carol Shields, A meno che, Milano, Ponte alle Grazie, 2003,  p. 253, ISBN 88-7928-645-5.